# Pabellón de Rayos Cósmicos
El Pabellón de Rayos Cósmicos, conocido también como La muela, es la construcción en forma de paraboloide hiperbólico de corriente racionalista creada por los arquitectos Jorge González Reyna, Félix Candela Outeriño y Rafael M. de Arozarena en 1951 como parte del proyecto de la Ciudad Universitaria de la Universidad Nacional Autónoma de México ubicada entre la actual Facultad de Odontología y la Facultad de Medicina, en la parte oriente del complejo, uno de los edificios emblemáticos del complejo universitario, que coadyuvó a la obtención por parte del Campus Central de la UNAM el título de Patrimonio Mundial de la UNESCO.
Esta edificación, de espesores mínimos y una enorme complejidad para su cálculo estructural y construcción en la época, fue la primera obra cubierta por un cascarón de concreto tipo Hyper, hecho que consolidó el prestigio para Félix Candela como estructurista y uno de los trabajos cumbre de González Reyna, pues pudo resolverse en un área de 12 metros de largo por 10.75 metros de ancho y 15 milímetros de espesor en su parte más alta. Proyectado para ser un laboratorio especializado para la medición de neutrones, actualmente forma parte de las instalaciones de la Facultad de Odontología y se le conoce como "La muela", utilizada como ludoteca y almacén de artículos deportivos.

## Historia
El 30 de abril de 1951, en un discurso presentado en el marco del Congreso de Universidades de México, el entonces Gerente General de Obras del proyecto de Ciudad Universitaria, arquitecto Carlos Lazo Barreiro anunció que, de manera simbólica hacia la parte central del campus, se desplantaría el Instituto de Física Nuclear, como:

“esa síntesis humanística integral de la concepción del  Universo y del hombre que se desprende de la conquista de la energía nuclear”, como inicio de “la preparación de México y del pensamiento mexicano para la entrada en la Era Atómica.”
Carlos Lazo Barreiro

Este centro simbólico estaría circundado por la Plaza de Prometeo, la Facultad de Ciencias, la Facultad de Ciencias Químicas, La Facultad de Ingeniería y el Instituto de Geología. Téngase presente que en este momento histórico, estaba en planeación situar las Facultades de Medicina y Odontología dentro del Centro Médico Nacional, pues se consideraba sería el lugar idóneo para la enseñanza y la práctica.
Originalmente proyectada para estar ubicada en un área sin edificios de gran altura, se planeó esta edificación como parte del complejo que albergaría al Instituto de Física Nuclear, junto al Pabellón de Gravitaciones (actualmente Cafetería de Odontología) y al Pabellón Van der Graaf (actualmente Clínica de Recepción, Evaluación y Diagnóstico Presuntivo (CREDP) (Edificio E), quedando al centro esta edificación donde, como su nombre intuye, se realizarían diferentes tipos de experimentos sobre medición de rayos cósmicos; para lograrlo, se contó en todo momento con la asesoría del destacado físico mexicano Manuel Sandoval Vallarta, quien tuvo oportunidad de comprobar su funcionamiento desde el desplante y delimitación del edificio hasta su culminación y primeros años de uso, con el apoyo, entre otros notables, del padre de la teoría de la expansión del universo (el Big Bang), doctor Georges Lemaître, quienes venían realizando mediciones en Copilco desde 1933.
Los requisitos para su construcción eran todo un reto para la época: debía tener una cubierta de máximo 1.5 cm de espesor, 20° de horizonte libre para que los aparatos de entonces pudieran registrar las mediciones de radiaciones cósmicas y poca distancia hacia el sistema de aire acondicionado, que debiera ocupar poco espacio. El arquitecto comisionado fue Jorge González Reyna, quien originalmente propuso una cubierta cilíndrica, pero ante las exigencias, se invitó al arquitecto madrileño Félix Candela Outeriño y sus «Cubiertas Ala» para la proyección y construcción de la cubierta; en conjunto, cambiarían la cubierta por dos cascarones Hypar, rediseñar los apoyos y los muros ondulados en los extremos norte y sur del conjunto.
El 23 de agosto de 1951 se concluyó su construcción, una de las primeras obras en terminarse. En esas fechas, muchas críticas se hicieron a la arquitectura internacional que se estuvo realizando en la Ciudad Universitaria y se les acusaba de simplemente copiar formas y volúmenes, imitando a Le Curbosier. Entre las críticas estaban las de Diego Rivera, quien mientras por un lado opinaba de los constructores de la torre de Rectoría, a quien llamaba a la construcción de Ciudad Universitaria un fracaso:

Yo protesto a nombre de Le Corbusier cuando se dice que la Ciudad Universitaria es Le Corbusier puro. No, Le Corbusier es siempre el esfuerzo para ligar la arquitectura al medio, lo realice o no lo realice; nadie tiene la culpa de tener genio o de  no  tenerlo, pero ese  es su esfuerzo. (...) En la  construcción de CU, específicamente de la Rectoría, no se  respetó el medio. Se ignoró el paisaje del Pedregal y sus formas, se dinamitó y se modificó para construir la torre y la plaza frente a ella, dando como resultado una construcción totalmente ajena al lugar y a sus formas. Es un prisma vertical sobre otro horizontal de menor tamaño dispuesto sobre un plano, ¿Esto acaso recuerda al basalto, al Xitle o al propio Pedregal?
Diego Rivera

En distintos foros, como la conferencia «La huella de la historia y la geografía en la  arquitectura mexicana» se refería a los frontones, al Estadio y al Pabellón de Rayos Cósmicos como obras sobresalientes, al que atribuía influencias con formas prehispánicas del occidente del país y sus techos parabólicos. De este último dijo:

Este es otro edificio que fue impuesto por las necesidades científicas; es un pequeño pabellón dentro del cual se estudian los rayos cósmicos. Su construcción estuvo absolutamente supeditada a las necesidades de la ciencia para la cual sirve. Ruego a ustedes lo observen. Como no era posible apartarse absolutamente nada de lo realmente necesario, de lo realmente funcional, el resultado, desde el punto de vista plástico, indudablemente es original y no carece de belleza, tampoco está fuera de la geografía y de la historia; ruego a ustedes que recuerden algunas tierras cocidas del arte del occidente de México, de Nayarit y de Colima que  representan arquitecturas, la mayor parte de ellas con sus habitantes, y verán la conexión directa que hay entre aquella arquitectura ancestral que persiste, y esta arquitectura ultramoderna y verdaderamente funcional. De manera que es una demostración de la ligazón entre la función del edificio y la  geografía. En este caso seria más que geografía: la geografía del espacio podríamos decir, diciendo un disparate, puesto que se estudian los rayos cósmicos, esos que nos dan vida. Por lo demás como problema constructivo es extraordinariamente interesante por la ligereza del cascarón."
Diego Rivera

En la proyección original del campus, la Facultad de Ciencias y el Instituto de Física Nuclear se dispusieron para facilitar la investigación de las ciencias, llevar a todos sus habitantes y a todas las disciplinas hacia la comprensión y el diálogo con la ciencia. En palabras de Sandoval Vallarta:

Los descubrimientos científicos que han logrado los físicos en el transcurso de este siglo son de tal magnitud que repercuten violentamente sobre los conceptos clásicos de la organización política del mundo. Los hombres de ciencia no pueden dirigir el empleo que se hace de su propio trabajo; toca esto a los estadistas, a los políticos, a los diplomáticos, a los capitanes de la industria.
Manuel Sandoval Vallarta

En esta concepción de Ciudad Universitaria, la Facultad de Ciencias estaría al centro de toda la actividad universitaria; simbólicamente se colocó allí la primera piedra de la construcción. Figurativamente, de la unidad atómica, la separación del núcleo atómico la representarían Ciencias y Rectoría, los dos poderes de la Ciudad Universitaria, el ideológico y el administrativo, distanciados (o unidos) por las Islas y liberando las construcciones alrededor como radiaciones, por lo tanto Rectoría se ha situado ésta en la parte más alta y prominente del campus e inmediata a la arteria de  mayor afluencia a la Ciudad de México, la Avenida de los Insurgentes.
Entre esta disposición de Ciencias y la Rectoría, que hacían vulnerable algo tan delicado y prometedor como la manipulación del núcleo atómico. el "Instituto de Investigaciones Atómicas", integrado al volumen de Institutos de la Torre de Ciencias, pero por un cambio de visión debido a motivos funcionales, implicaciones espaciales y razones formales, se decidió mover al Instituto. Así, el Pabellón de Rayos Cósmicos ganó el título de la mayor utopía a la Facultad de Ciencias. Aquel pequeño edificio curveado, considerado también un panopticon, tanto por la visibilidad total que permite como por distinto paradigma visual que propone: el régimen escópico: el Pabellón de Rayos Cósmicos, junto con el Estadio Olímpico Universitario, materializan la disputa entre las dos prácticas visuales modernas del momento, el perspectivismo tradicional y la perspectiva curvilínea.
El Pabellón de Rayos Cósmicos se erige como una irrupción y extrañamiento a la mirada funcional reinante y al modelo visual rectilíneo. Sus materiales, el concreto armado y la piedra de basalto le confieren además, una potencialidad que reactualiza lo barroco con su cualidad táctil y su movilidad, en completa oposición a la planitud y linealidad del resto de Ciudad Universitaria. El Pabellón funciona con sentido propio, un objeto singular que define la inteligibilidad del conjunto del que forma parte y que da una visión de comunión entre y renovación de lo mexicano.
Tras la decisión de construirse la Facultad de Medicina junto al Pabellón, el propio Carlos Lazo solicitó a Roberto Álvarez Espinosa, Pedro Ramírez Vázquez, Ramón Torres y Héctor Velázquez, a cargo de su construcción:

el horizonte en todas direcciones alrededor del laboratorio esté libre de toda obstrucción incluyendo toda clase de edificios, hasta un ángulo superior a 20º sobre el  horizonte. En otras palabras, todas las direcciones comprendidas dentro de un cono recto con eje vertical y 70º de ángulo cenital tienen que estar completamente libres. De otro modo el laboratorio no podría utilizarse para experimentación sobre radiación cósmica.
Carlos Lazo Barreiro

Esta pugna, junto a los factores políticos, administrativos y espaciales en la configuración del Instituto de Física Nuclear Mientras en la construcción de la Facultad de Medicina, con Lazo a la cabeza de la gerencia del proyecto, respetó dichas disposiciones, meses después se decidió construir la Facultad de Odontología detrás de él, rompiendo la convención. 
Como primer uso dentro de las instalaciones de la Facultad de Odoontología, “La Muela”, “La Cucaracha”, o “El Hongo”, sirvió como sede de exámenes profesionales; posteriormente fungió como el Centro Universitario de Ajedrez y desde ahí, se fue destinando para actividades deportivas, hasta que hace algunos años comenzó a funcionar como Ludoteca.
Actualmente “La Muela” también alberga el Torneo de dominó de la UNAM. En el 2009 se realizaron los dos primeros torneos. Además, tiene opciones para ejercitarse física y mentalmente, pues el objetivo es que los estudiantes logren recrearse en sus tiempos libres. Está abierta 12 del día hasta las 6 de la tarde.